# Henry Crosby

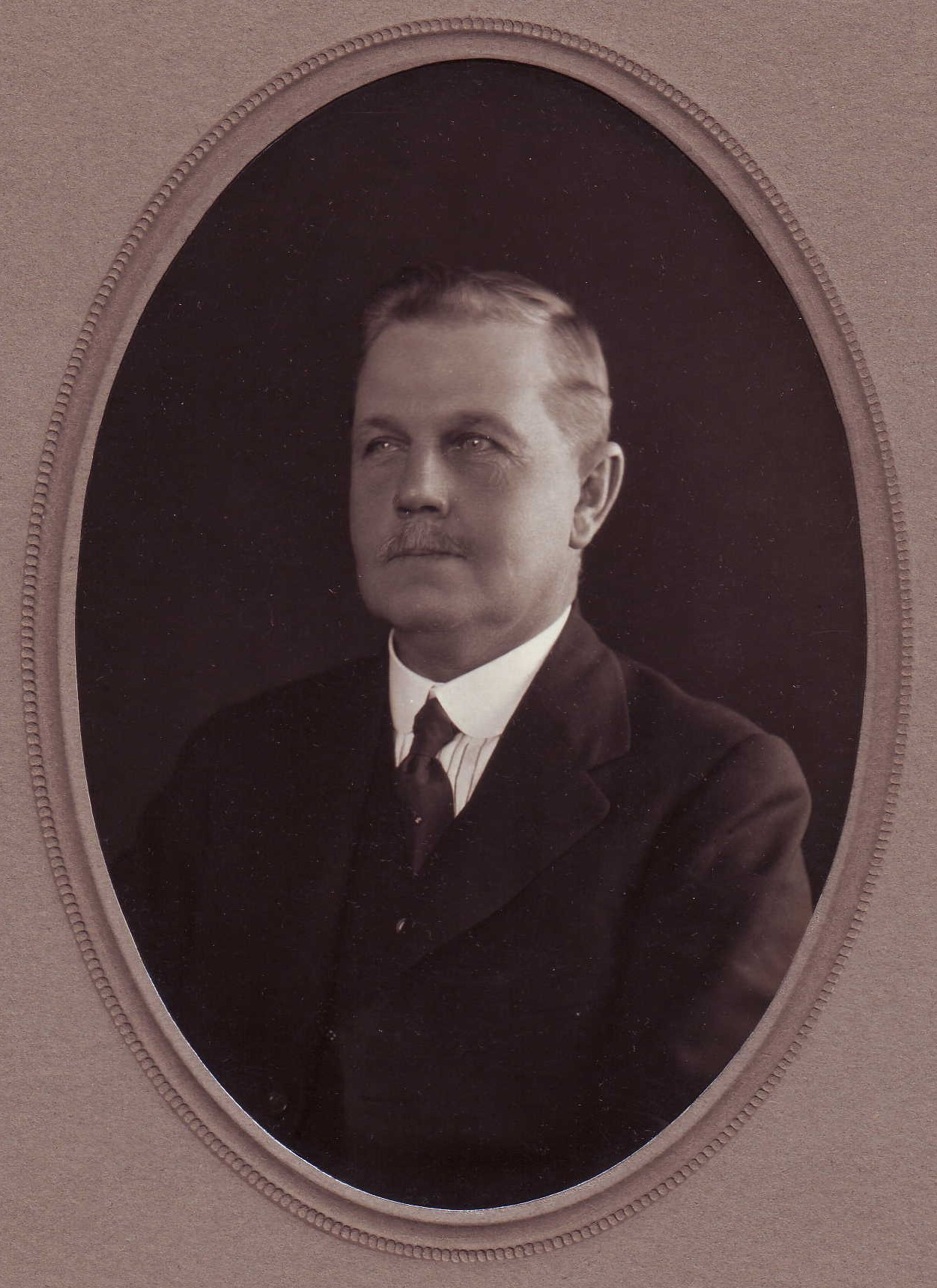
Henry Crosby (1917)

Henry Burgess Crosby (* 9. März 1870; † 24. Juni 1949) war ein australischer Politiker der Liberal Union, der Liberal Federation und der Liberal and Country League, der unter anderem von 1917 und 1930 mit einer kurzen Unterbrechung und erneut zwischen 1933 und 1938 Mitglied des South Australian House of Assembly sowie zwischen 1933 und 1938 Vorsitzender der Ausschüsse und dadurch stellvertretender Sprecher des House of Assembly war.

## Leben
Henry Burgess Crosby wurde nach dem Tode von E. H. Coombe von der Australian Labor Party (ALP) am 5. April 1917 bei der dadurch notwendigen Nachwahl (By-election) am 2. Juni 1917 für die Liberal Federation im Drei-Personen-Wahlkreis Barossa erstmals zum Mitglied des South Australian House of Assembly gewählt, des Unterhauses des Parlaments von South Australia. Er vertrat diesen Wahlkreis bis zu seiner Niederlage gegen Leonard Hopkins von der Australian Labor Party (ALP) bei der Wahl am 5. April 1924, wobei er selbst seit 1923 der Liberal Federation angehörte. Nach dem Tode seines Parteifreundes William Hague am 9. Oktober 1924 wurde Crosby bei der abermals erforderlichen Nachwahl im Wahlkreis Barossa am 22. November 1924 abermals zum Mitglied der Legislativversammlung gewählt, der er nunmehr bis zu seiner neuerlichen Niederlage gegen den ALP-Politiker Thomas Edwards bei der Wahl am 5. April 1930. Er war während dieser Zeit zwischen dem 1. Februar und dem 4. April 1930 Mitglied des Ständigen Parlamentsausschusses für öffentliche Arbeiten (Parliamentary Standing Committee on Public Works).
Bei der Wahl am 8. April 1933 wurde Henry Crosby für die Liberal and Country League im Wahlkreis Barossa wieder zum Mitglied des House of Assembly gewählt und konnte sich dieses Mal gegen Thomas Edwards durchsetzen, der mittlerweile der Parliamentary Labor Party angehörte. Er vertrat diesen Wahlkreis bis zu dessen Auflösung am 18. März 1938. Nach der Wahl am 8. April 1933 wurde er am 6. Juli 1933 als Nachfolger von Frank Staniford als Deputy Speaker and Chairman of Committees zum stellvertretenden Sprecher und Vorsitzenden der Ausschüsse der Legislativversammlung gewählt und bekleidete diese Funktionen bis zum 18. März 1938, woraufhin Reginald Rudall diese Funktionen am 19. März 1938 übernahm.

## Hintergrundliteratur
- Parliament of South Australia: Statistical Record of the Legislature 1836–2007 (Memento vom 11. März 2019 im Internet Archive)

## Weblink
- Mr Henry Crosby. In: Parlament von South Australia. Abgerufen am 12. April 2024 (englisch).